# 荒川区立赤土小学校
荒川区立赤土小学校（あらかわくりつ あかどしょうがっこう）は、東京都荒川区東尾久にある公立小学校。

## 沿革
- 1924年（大正13年）5月5日 - 北豊島郡尾久町（当時）の尾久尋常小学校（現・荒川区立尾久小学校）より分離し、開校。
- 1956年（昭和31年） - 現校名となる。
- 1964年（昭和39年）8月29日 - プールが竣工。
- 1974年（昭和49年）12月9日 - 校舎改築工事落成並びに設立50周年記念の両式典挙行。
- 1991年（平成3年）7月1日 - 大規模改修（外壁、上下水道、屋上、校長室の移動等）。
- 1992年（平成4年）9月1日 - ランチルーム設置。
- 1994年（平成6年）
  - 8月31日 - 大規模改修（普通教室18室、体育館、埋設管）。
  - 10月22日 - 創立70周年記念式典挙行。
- 1997年（平成9年）3月1日 - コンピュータ室設置。
- 2000年（平成12年）
  - 5月16日 - インターネット接続。
  - 7月 - この月から翌年3月まで、校舎耐震補強工事実施。
- 2001年（平成13年）4月 - 学校給食調理業務民間委託開始。
- 2002年（平成14年）4月 - 児童用コンピュータ40台設置。
- 2004年（平成16年）11月 - 創立80周年記念式典挙行。
- 2007年（平成19年）
  - 3月 - 防犯カメラ設置。
  - 4月 - パソコン室移転、情報メディアストリート完成。
- 2008年（平成20年）4月 - 日暮里・舎人ライナー開通に伴う安全対策の充実。
- 2014年（平成26年）
  - にこにこスクール開設。
  - 9月 - 児童用タブレットパソコン導入。
  - 11月 - 創立90周年記念式典挙行。

## 周辺
- 荒川区立第九中学校
- 荒川東尾久二郵便局
- 荒川東尾久四郵便局

## 交通アクセス
- 東京都交通局日暮里・舎人ライナー 赤土小学校前駅下車すぐ。

## 著名な出身者
- たかはC（構成作家） - テレビ東京系列の番組『モヤモヤさまぁ〜ず2』のDVD副音声にて公表。